# Polydesmus polygamiae
Polydesmus polygamiae är en mångfotingart som beskrevs av Karl Wilhelm Verhoeff 1937. Polydesmus polygamiae ingår i släktet Polydesmus och familjen plattdubbelfotingar. Inga underarter finns listade i Catalogue of Life.